# Ronin (Marvel Comics)
Ronin é uma identidade utilizada por vários personagens no universo Marvel Comics. Foi criado por Brian Michael Bendis e Joe Quesada, apesar de os personagens que assumiram esta identidade já existirem anteriormente e terem sido criados por outros autores.
O nome "Rōnin" vem do japonês que significa samurai sem mestre, um guerreiro solitário.

## Histórico

### Maya Lopez
Maya Lopez (também conhecida como Eco) foi a primeira pessoa a fazer a identidade Ronin. Uma mulher surda com reflexos fotográficos, Maya tornou-se Ronin para investigar o Samurai de Prata em Wakanda. Ela apareceu pela primeira vez como Ronin em New Avengers # 11 (novembro de 2005), embora a personagem aparecido nas capas de vários números anteriores.
O escritor dos Novos Vingadores, Brian Michael Bendis afirmou que sua intenção original era fazer Matt Murdock como a verdadeira identidade de Ronin, mas não pôde fazê-lo devido a um conflito com os planos para o personagem no título de quadrinhos do Demolidor.

### Clint Barton
A versão mais conhecida do personagem surge quando Clint Barton (o Gavião Arqueiro) se torna a segunda pessoa a ter a identidade Ronin, tornando-se Ronin quando ele se juntou aos Novos Vingadores após a Guerra Civil. Clint tentou entregar o traje de volta para Lopez depois que ele foi resgatado do Tentáculo, mas Lopez poderia ter recusado e permitido que ele o guardasse. Barton depois retomou sua identidade de Gavião Arqueiro durante a fase conhecida como A Era Heróica. Clint chegou a usar o traje novamente na minissérie/saga "Gavião Arqueiro: Queda Livre" (roteiro de Matthew Rosenberg e arte de Otto Schmidt) onde o herói confronta Parker Robbins, o vilão conhecido como O Capuz

### Alexei Shostakov
Um terceiro indivíduo que usa a identidade Ronin foi introduzido no crossover "Widow Maker" entre os títulos Hawkeye & Mockingbird e Black Widow. Esta iteração inicialmente começa a assassinar espiões e eventualmente atinge Harpia e Viúva Negra. Mais tarde, ele é revelado que sua identidade como o anti-herói conhecido como Red Guardian/Guardião Vermelho (alter-ego de Alexei Shostakov) ex-marido da Viúva Negra.

### Eric Brooks
Um personagem cuja identidade é mantida a partir do leitor é introduzido em Mighty Avengers e veste um traje de Halloween, "Spider Hero", durante o enredo da saga Infinito. Durante o enredo de 'desumanidade', este personagem é fornecido com o traje Ronin de uma "caixa grande de coisas velhas de Clint Barton". Antes que a verdadeira identidade do personagem fosse revelada no cânone, um roteiro vazado para a primeira aparição revelou que essa iteração é de Eric Brooks, isto é, o caçador de vampiros também conhecido como Blade.

## Outras versões

### Universo Ultimate
A versão Ultimate Marvel de Ronin é uma das múltiplas personalidades de Marc Spector criadas para se infiltrar no serviço do Rei do Crime (Wilson Fisk). O Rei do Crime diz a Ronin para provar a si mesmo recuperando o Homem-Aranha. Ronin dirige um ônibus escolar para Midtown High School e começa a disparar uma arma para combater o Homem-Aranha. Kitty Pryde confronta-o, mas fica inconsciente pouco antes de o Homem-Aranha chegar. Os dois se envolvem em uma batalha brutal que é espelhada em uma luta entre Cavaleiro da Lua e Ronin em sua mente (como são duas personalidades diferentes dentro da mesma pessoa); Ronin derruba o Homem-Aranha inconsciente no final (como a personalidade do Cavaleiro da Lua também é aparentemente "morta"). Ronin usa os próprios atiradores da teia do Homem-Aranha para deixar a escola, e leva o jovem para o Rei do Crime para interrogar o herói no esconderijo do Rei. O Rei do Crime então ataca Ronin, revelando que o Rei do Crime já sabia sua identidade. Ronin é então levado para um rio por dois capangas do Rei do Crime e baleado na cabeça. Ele de alguma forma sobrevive a isso e vai à polícia para fornecer evidências sobre a tentativa de Rei do Crime de assassiná-lo. Ele tem que revelar sua identidade secreta para fazer isso, mas leva à prisão do Rei do Crime e à mídia referindo-se a ele como um herói.

### Saga 'Heróis Renascem'
Em 2021, Jason Aaron o roteirista da revista mensal dos Vingadores trouxe a saga Heróis Renascem, (que mesmo sendo homônima, não tem nenhuma ligação com a história publicada no final dos anos 90) onde o Esquadrão Supremo se tornou a maior equipe de super-heróis da terra. Nessa realidade (chamada provisoriamente de Terra 852) o regente de Wakanda rei T'Challa assume em segredo o manto de Ronin para não atrair suspeitas de suas investigações sobre a alteração da realidade. Nesse universo, Wakanda ainda é um mito e continua escondido aos olhos do mundo (por isso o disfarce de Ronin, para não desconfiarem do Pantera Negra).

## Outras mídias

### Universo Cinematográfico Marvel
- Clint Barton, interpretado por Jeremy Renner, assume a identidade de Ronin em Avengers: Endgame depois do desaparecimento da sua família pelo estalo do Thanos em Avengers: Infinity War.[9]
- Na série Hawkeye da Disney+, o traje do Ronin é um dos itens em um leilão ilegal de itens tirados dos destroços da batalha de Endgame. Kate Bishop, interpretada por Hailee Steinfeld, o veste para se disfarçar, e ao ser filmada trajada de Ronin faz Clint eventualmente buscá-la, já que sabe que as muitas mortes causadas pelo Ronin vão atrair atenção desnecessária - o que se prova quando Maya Lopez, que teve seu pai morto pelo Ronin, manda sua Gangue do Agasalho atrás de Kate e Clint.
  - Além disso, Jeremy Renner aparece como Clint Barton / Ronin numa cena de flashback na minissérie Echo do Disney+, através de imagens de arquivo da série Hawkeye.